# هیستیدین
هیستیدین یکی از بیست اسید آمینه‌ی اصلی یاخته‌های زنده است.
هیستیدین یک ماده پروتئینی و از اجزای تشکیل دهنده محصولات مهم بیوشیمی است که در حفاظت از پوست در برابر اشعه ماورابنفش و کاهش التهاب و استرس اکسیداتیو نقش دارد.
افرادی که رژیم غذایی فاقد هیستیدین را در بلندمدت مصرف می‌کنند، با عوارض و مشکلاتی مثل کاهش سطح هموگلوبین (پروتئینی که اکسیژن را به گلبول‌های قرمز می‌رساند) مواجه می‌شوند هیستیدین به مقادیر اندک در کبد تولید می‌شود. از همین رو این ماده باید از طریق رژیم غذایی مصرف شود تا سطح هیستیدین در بدن حفظ گردد.
هیستیدین به مواد مهمی مثل هیستامین و کارنوزین تبدیل می‌شود.

## مسیرهای سوخت و ساز
هیستیدین نقش حیاتی در فرایند متابولیکی ساختن پروتئین دارد. سطح این آمینواسید در ادرار مبین وضعیت کلی سیستم عضلانی است.
سطوح پایین هیستیدین همچنین درارتباط تنگاتنگ با روماتیسم مفصلی است.
علایم اصلی کمبود هیستیدین شامل خشکی پوست، ضایعات پوستی، آنمی، کاهش شنوایی و احساس کسالت و ناخوشی می‌باشد. اما این علایم برای تشخیص کمبود هیستیدین کافی نیست، بایستی به پزشک مراجعه کنید تا او نوع بیماری که باعث کاهش سطح این آمینواسید شده را تشخیص دهد و یک برنامه صحیح را برای بهبود سلامتی ارایه دهد.
مقدار زیاد هیستیدن در بدن موجب بروز عوارض ناخواسته می‌شود. مصرف زیاد هیستیدین (بیش از ۳۲ گرم در روز) باعث سردرد، ضعف، خستگی، تهوع، آنورکسیا، افسردگی و از دست دادن حافظه می‌شود.
نتیجه یک مطالعه روی ۱۱ فرد مبتلا به شیزوفرنی نشان داد که سطح هیستیدین خون در این افراد بالاتر از حد متوسط است.
اگرچه بالارفتن سطح هیستیدین لزوماً یک عارضه جانبی نیست اما افزایش سطح هیستیدین (که منجر به افزایش سطح هیستامین می‌شود) می‌تواند اثرات مخربی بر مغز داشته باشد.

## نگارخانه

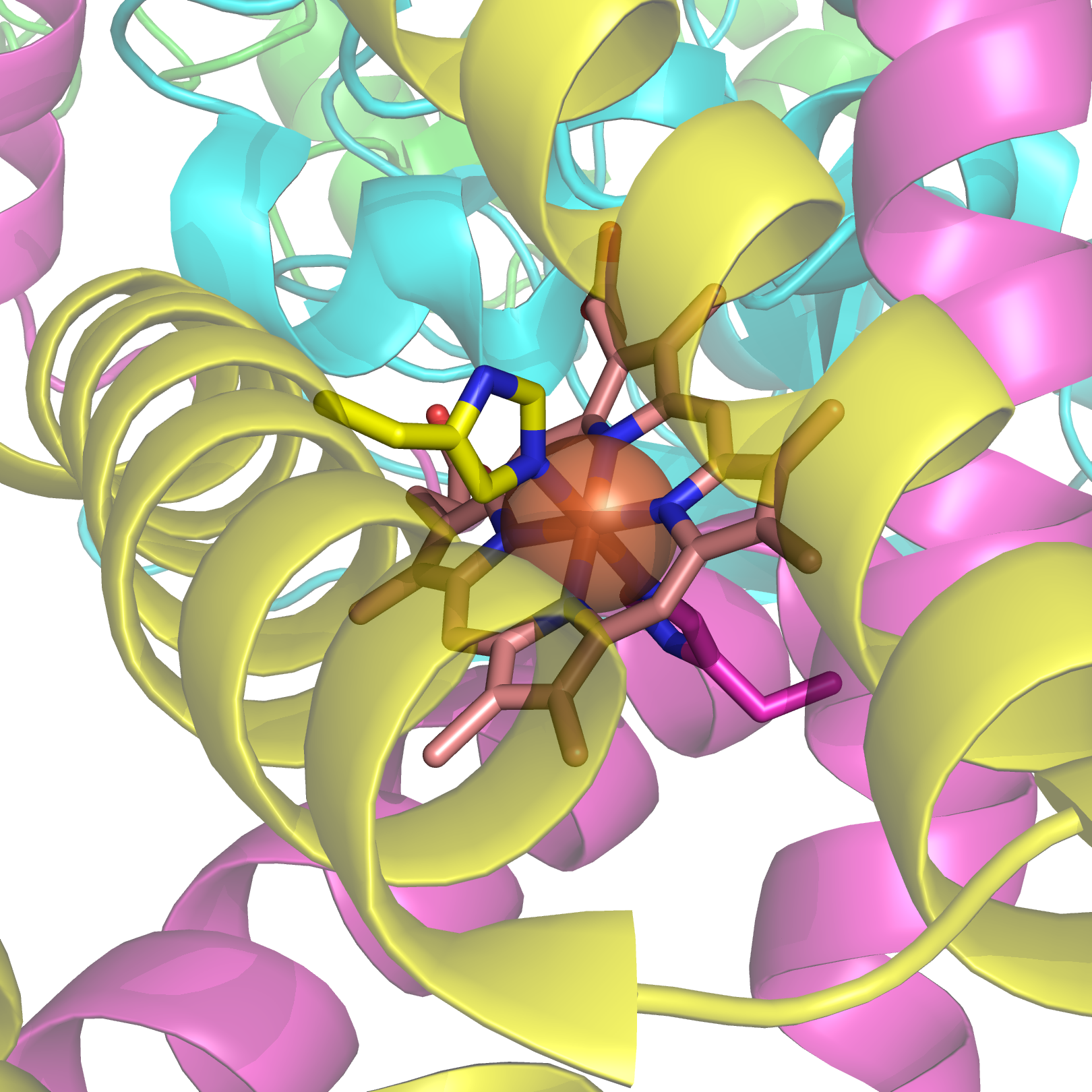